# 1575 год
1575 (ты́сяча пятьсо́т се́мьдесят пя́тый) год  по юлианскому календарю — невисокосный год, начинающийся в субботу. Это 1575 год нашей эры, 5‑й год 8‑го десятилетия XVI века 2‑го тысячелетия, 6‑й год 1570‑х годов. Он закончился 450 лет назад.
| Пн | Вт | Ср | Чт | Пт | Сб | Вс |
|    |    |    |    |    | 1  | 2  |
| 3  | 4  | 5  | 6  | 7  | 8  | 9  |
| 10 | 11 | 12 | 13 | 14 | 15 | 16 |
| 17 | 18 | 19 | 20 | 21 | 22 | 23 |
| 24 | 25 | 26 | 27 | 28 | 29 | 30 |
| 31 |    |    |    |    |    |    |

| Пн | Вт | Ср | Чт | Пт | Сб | Вс |
|    | 1  | 2  | 3  | 4  | 5  | 6  |
| 7  | 8  | 9  | 10 | 11 | 12 | 13 |
| 14 | 15 | 16 | 17 | 18 | 19 | 20 |
| 21 | 22 | 23 | 24 | 25 | 26 | 27 |
| 28 |    |    |    |    |    |    |

| Пн | Вт | Ср | Чт | Пт | Сб | Вс |
|    | 1  | 2  | 3  | 4  | 5  | 6  |
| 7  | 8  | 9  | 10 | 11 | 12 | 13 |
| 14 | 15 | 16 | 17 | 18 | 19 | 20 |
| 21 | 22 | 23 | 24 | 25 | 26 | 27 |
| 28 | 29 | 30 | 31 |    |    |    |

| Пн | Вт | Ср | Чт | Пт | Сб | Вс |
|    |    |    |    | 1  | 2  | 3  |
| 4  | 5  | 6  | 7  | 8  | 9  | 10 |
| 11 | 12 | 13 | 14 | 15 | 16 | 17 |
| 18 | 19 | 20 | 21 | 22 | 23 | 24 |
| 25 | 26 | 27 | 28 | 29 | 30 |    |

| Пн | Вт | Ср | Чт | Пт | Сб | Вс |
|    |    |    |    |    |    | 1  |
| 2  | 3  | 4  | 5  | 6  | 7  | 8  |
| 9  | 10 | 11 | 12 | 13 | 14 | 15 |
| 16 | 17 | 18 | 19 | 20 | 21 | 22 |
| 23 | 24 | 25 | 26 | 27 | 28 | 29 |
| 30 | 31 |    |    |    |    |    |

| Пн | Вт | Ср | Чт | Пт | Сб | Вс |
|    |    | 1  | 2  | 3  | 4  | 5  |
| 6  | 7  | 8  | 9  | 10 | 11 | 12 |
| 13 | 14 | 15 | 16 | 17 | 18 | 19 |
| 20 | 21 | 22 | 23 | 24 | 25 | 26 |
| 27 | 28 | 29 | 30 |    |    |    |

| Пн | Вт | Ср | Чт | Пт | Сб | Вс |
|    |    |    |    | 1  | 2  | 3  |
| 4  | 5  | 6  | 7  | 8  | 9  | 10 |
| 11 | 12 | 13 | 14 | 15 | 16 | 17 |
| 18 | 19 | 20 | 21 | 22 | 23 | 24 |
| 25 | 26 | 27 | 28 | 29 | 30 | 31 |

| Пн | Вт | Ср | Чт | Пт | Сб | Вс |
| 1  | 2  | 3  | 4  | 5  | 6  | 7  |
| 8  | 9  | 10 | 11 | 12 | 13 | 14 |
| 15 | 16 | 17 | 18 | 19 | 20 | 21 |
| 22 | 23 | 24 | 25 | 26 | 27 | 28 |
| 29 | 30 | 31 |    |    |    |    |

| Пн | Вт | Ср | Чт | Пт | Сб | Вс |
|    |    |    | 1  | 2  | 3  | 4  |
| 5  | 6  | 7  | 8  | 9  | 10 | 11 |
| 12 | 13 | 14 | 15 | 16 | 17 | 18 |
| 19 | 20 | 21 | 22 | 23 | 24 | 25 |
| 26 | 27 | 28 | 29 | 30 |    |    |

| Пн | Вт | Ср | Чт | Пт | Сб | Вс |
|    |    |    |    |    | 1  | 2  |
| 3  | 4  | 5  | 6  | 7  | 8  | 9  |
| 10 | 11 | 12 | 13 | 14 | 15 | 16 |
| 17 | 18 | 19 | 20 | 21 | 22 | 23 |
| 24 | 25 | 26 | 27 | 28 | 29 | 30 |
| 31 |    |    |    |    |    |    |

| Пн | Вт | Ср | Чт | Пт | Сб | Вс |
|    | 1  | 2  | 3  | 4  | 5  | 6  |
| 7  | 8  | 9  | 10 | 11 | 12 | 13 |
| 14 | 15 | 16 | 17 | 18 | 19 | 20 |
| 21 | 22 | 23 | 24 | 25 | 26 | 27 |
| 28 | 29 | 30 |    |    |    |    |

| Пн | Вт | Ср | Чт | Пт | Сб | Вс |
|    |    |    | 1  | 2  | 3  | 4  |
| 5  | 6  | 7  | 8  | 9  | 10 | 11 |
| 12 | 13 | 14 | 15 | 16 | 17 | 18 |
| 19 | 20 | 21 | 22 | 23 | 24 | 25 |
| 26 | 27 | 28 | 29 | 30 | 31 |    |

## События
- 1493—1593 — Столетняя хорватско-османская война. Серия вооружённых конфликтов между Королевством Хорватия и Османской империей[1].
- 1507—1622 — Португало-персидская война. Ряд вооружённых конфликтов между колониалистской Португалией и вассальным Ормузом, с одной стороны, и Сефевидской империей, поддерживаемой англичанами, с другой[2].
- 1511—1641 — Малайско-португальская война. Вооружённый конфликт XVI-XVII веков, в котором Малаккский султанат при поддержке империи Мин, Голландской Ост-Индской компании (с 1607) и Джохора безуспешно сопротивлялся Португальской империи, стремившейся захватить Малакку и установить контроль над торговлей между Индией и Китаем[3].
- 1566—1609 — первый этап Нидерландской буржуазной революции (Восьмидесятилетняя война). Религиозно-идеологическая, политическая и социально-экономическая борьба Семнадцати провинций за независимость от испанского владычества[4].
- 1574—1575 — присоединение к империи Моголов Бенгалии и Ахмедабада.
- 1574—1575 — реформы падишаха Акбара. Перевод натуральных податей в денежные в центральной части страны. Неудачная попытка ликвидировать систему джаггиров.
- 1574—1576 — Пятая гугенотская война[5].
  - 10 октября — битва при Дормане между армиями герцога де Гиза Генриха I и пфальцграфа Иоганна Казимира[6].
- 1575—1577 — Данцигское восстание. Восстание вольного города Данциг против результатов польско-литовских королевских выборов 1576 года[7].
- 1575—1577 — началась чума Святого Карла. Эпидемия чумы, поразившая территории центральной Европы и Северной Италии[8].
- 15 февраля — коронация в Реймсе французского короля Генриха III.
- 28 июня — Битва при Нагасино, радикально изменившая методы ведения войны в Японии.
- Сентябрь — Сервантес, возвращаясь на галере из Неаполя вместе со своим братом, был захвачен в плен пиратами и отвезён в рабство.
- В Амстердаме джин стал производиться как самостоятельный напиток.
- Осада испанцами Зирикзее (Зеландия).
- Увеличение алькабалы в Испании в 3 раза и повышение других налогов.
- Герцог тосканский Франческо I ди Медичи устраивает мануфактуру мягкого фарфора в Боболи.
- Присоединение к Бранденбургу небольшой территории к юго-востоку от Берлина.
- В Чехии коронован король Рудольф II.
- Сейм в Чехии запретил крестьянам охотиться в лесах и ловить рыбу в панских владениях.
- Крестьянские волнения в Пржибрамском и Рожмитальском панствах (Чехия).
- Чешские лютеране и «чешские братья» выработали совместную «чешскую конфессию» (исповедание веры).
- Константинопольский патриархат официально подтвердил автономию Синайской православной церкви.
- Сонам Гьяцо, Далай-лама III, основал монастырь, который впоследствии назвал Намгьял Дацан (Победоносный монастырь).
- Присоединение Конго к Португалии.
- При дворе в Сеуле возникли две партии — Восточная и Западная.
- Торговые отношения между испанцами и китайцами на Филиппинах возобновились.

### Речь Посполитая
- Май — на предвыборном Сейме польского короля в Стенжице, депутаты предложили Ивану Грозному лигу против Порты от имени императора Священной Римской империи Максимилиана II[9].
- На престол Речи Посполитой, в противовес кандидату магнатов Максимилиана II Габсбурга, по настоянию средне поместной шляхты, был избран Стефан Баторий, князь Трансильвании и вассал турецкого султана, при условии женитьбы на сестре короля Сигизмунда II — Анне Ягеллонке (Баторий коронован в 1576 году)[10].
  - 1575—1581 — в Трансильвании остался править младший брат Стефана Батория — Криштоф[10].

## Русское государство
Царствование: Иван IV Васильевич Грозный и Симеон Бекбулатович (до осени 1576)
- 1558—1583 — Ливонская война[11].
- 1573—1582 — Война Строгановых. Конфликт между Сибирским ханством и землями Строгановых в Русском царстве за Пермские земли[12].
- Январь — Иван Грозный направляет гонцов к императору Священной Римской империи Максимилиану II, но они были захвачены в плен моряками шведского короля Юхана III[9].
- Середина января — Иван Грозный женится в пятый раз. Его супругой становится Анна Григорьевна, дочь каширского сына боярского Григория Борисовича Васильчинова[13].
- Февраль — Иван Грозный женит своего сына Фёдора Ивановича на Ирине Фёдоровне, дочери вяземского помещика Фёдора Ивановича Годунова-Кривого. По этому поводу изготавливается покров, шитый золотом с надписью от 3 мая и пелена[14].
- Весна — Иван Грозный женит ещё одного сына — Ивана (по другим данным Иван женат с 1574 года)[13].
- Начало лета — царь казнит руководителей Боярской думы (Ближней думы): Тулупова Бориса Давыдовича с родичами и Колычева-Умного Василия Ивановича[13].
- 2-я половина—лето 1576 — Захарьин-Юрьев Никита Романович попал в опалу, всё его имущество конфисковано и разграблено[15].
- Осень — Иван Грозный, подозревая собственное окружение в заговоре на свою жизнь, вновь предпринимает реформу государственного аппарата и разделение страны. На территории России возникают два новых образования. Земли "великого княжения", на которое Иван Грозный сажает крещёного касимовского "царя" Семеона Бекбулатовича и собственные земли Ивана Грозного, объявив себя князем "Иваном Московским". За этим следуют новые казни и "перебор людишек"[13].
- Иван IV Грозный «посадил» на великое княжение всея Руси крещёного татарского царевича Симеона Бекбулатовича, являвшегося правнуком знаменитого хана Ахмата, противника Ивана III[16].
- Конец года — возобновляются военные действия в Ливонии[13].
- Конец года — Посольство Речи Посполитой в Москве[9].
- Квашнин Ждан Иванович отправлен в чине посланника в Священную Римскую империю с официальным и тайным заданием, которые сводились в поддержании мирных отношений Ивана Грозного с новоизбранным императором Рудольфом II и по втягиванию его в войну против Речи Посполитой. Он также должен был нанимать на русскую государеву службу мастеров и ратных людей[9].
- На службу Государю выехали родоначальники дворянских родов: Тарховы и Шенявские[17].
- Местничество: Квашнин Ждан Иванович и Бутурлин Л. А (декабрь)[18].

### Руководители приказов
| Года      | Приказ            | Ф,И,О главы                   | Примечания                        |
| --------- | ----------------- | ----------------------------- | --------------------------------- |
| 1570-1575 | Разрядный приказ  | Щелкалов Василий Яковлевич    |                                   |
| 1575      | Разрядный приказ  | Шерефединов Андрей Васильевич |                                   |
| 1570-1594 | Посольский приказ | Щелкалов Андрей Яковлевич     | Осень, ненадолго подвергнут опале |
| 1570-1588 | Казанского дворца | Щелкалов Андрей Яковлевич     | Осень, ненадолго подвергнут опале |

## Начало правления
См. также: Список глав государств в 1575 году
- 1575—1626 — хан чжурчженей Нурхаци.
- 1575—1611 — король Чехии Рудольф II.

## Наука и искусство
- 8 февраля — в Лейдене, в здании бывшего женского монастыря святой Барбары, открылся первый в Голландии университет.

## Родились

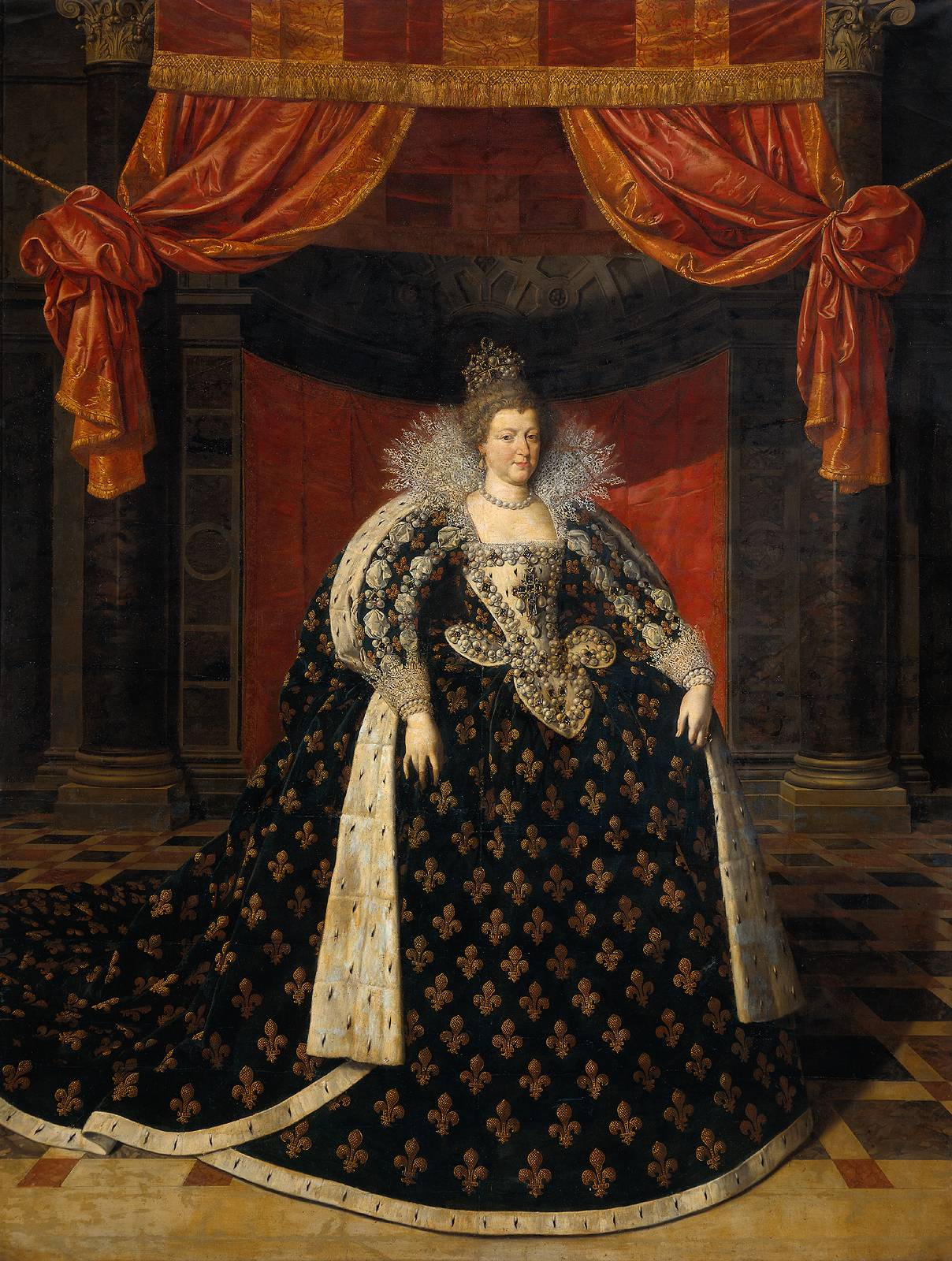
Изображение французской королевы Марии Медичи.

См. также: Категория:Родившиеся в 1575 году
- 24 апреля — Бёме, Якоб, немецкий христианский мистик, провидец, теософ.[21][22].
- 25 июля — Кристоф Шейнер, немецкий астроном и физик.
- 4 ноября — Гвидо Рени, итальянский живописец, представитель болонской школы.
- Анна Екатерина Бранденбургская — первая супруга короля Дании и Норвегии Кристиана IV.
- Базиле, Джамбаттиста — итальянский поэт и писатель-сказочник, первым записавший многие сказки, ставшие впоследствии хрестоматийными в обработках Шарля Перро и братьев Гримм (в частности, «Спящую красавицу», «Золушку», «Кота в сапогах»).
- Бален, Хендрик ван — фламандский художник.
- Берюль, Пьер де — французский католический богослов, кардинал, мистик, основатель французской ветви ораторианцев.
- Иоганн Адольф Гольштейн-Готторпский — герцог Гольштейн-Готторпский.
- Кончини, Кончино — итальянский авантюрист, фаворит французской королевы Марии Медичи, носивший титулы графа делла Пенна и маркиза д’Анкра. Он был самым влиятельным во Франции человеком в течение семи лет, последовавших за гибелью в 1610 г. супруга Марии, Генриха IV.
- Мария Медичи — королева Франции, дочь великого герцога Франческо I Тосканского и Иоанны Австрийской.
- Молин, Франческо — 99-й венецианский дож с 1646 по 1655 год.
- Отред, Уильям — английский математик, изобретатель логарифмической линейки (1622 год) и один из создателей современной математической символики.
- Рени, Гвидо — итальянский живописец болонской школы.
- Стюарт, Арабелла — претендентка на английский престол после смерти королевы Елизаветы I.
- Тернер, Сирил — английский драматург.
- Хейвуд, Томас — английский драматург времён Шекспира.

## Скончались
См. также: Категория:Умершие в 1575 году
- Артсен, Питер — нидерландский художник.
- Бельский, Мартин — известный польский воин, писатель, историограф и сатирический поэт эпохи возрождения.
- Буллингер, Генрих — швейцарский реформатор, друг и последователь Цвингли, бывший преемником его в Цюрихе
- Каро, Йосеф — крупнейший раввин и законоучитель XVI века, автор основополагающего кодекса галахических предписаний Шулхан арух.
- Клод Валуа — вторая дочь Генриха II и Екатерины Медичи.
- Корнель де Лион — французский художник, выходец из Нидерландов.
- Мавролико, Франческо — итальянский математик, физик и астроном.
- Паркер, Мэттью — английский религиозный деятель и реформатор, архиепископ Кентерберийский.
- Рене Французская — герцогиня Шартрская и Монтаржи, младшая дочь короля Людовика XII и Анны Бретонской.
- Флациус, Маттиас — лютеранский богослов и писатель.